# Auguste Friederike Wilhelmine von Nassau-Idstein
Auguste Friederike Wilhelmine von Nassau-Idstein (* 17. August 1699; † 8. Juni 1750) war durch Heirat Fürstin von Nassau-Weilburg.

## Leben
Auguste Friederike Wilhelmine wurde als Tochter des Fürsten Georg August von Nassau-Idstein und dessen Gemahlin Henriette Dorothea von Oettingen, Tochter des gefürsteten Grafen Albrecht Ernst I. zu Oettingen-Oettingen und der Christine Friederike von Württemberg, geboren. Fürst Albrecht Ernst II. zu Oettingen-Oettingen war der ältere Bruder ihrer Mutter.
Am 17. August 1723 heiratete sie in Wiesbaden den Fürsten Karl August von Nassau-Weilburg. Aus der Ehe sind sieben Kinder hervorgegangen, wovon vier im frühen Kindesalter verstorben sind:
- Henriette Augusta Frederica (1726–1757)
- Luise Polyxena (* 27. Januar 1733; † 27. September 1764) ⚭ 1750 Prinz Simon August zur Lippe-Detmold
- Karl Christian (1735–1788) ⚭ 1760 Prinzessin Karoline von Oranien-Nassau-Diez (1743–1787, Tochter von Fürst Wilhelm IV. von Oranien)  ⚭ 1788 Barbara Giessen von Kirchheim.

Mit ihrer Hochzeit wurden die Vermögensauseinandersetzungen innerhalb der verschiedenen Linien des Hauses Nassau abgeschlossen und beendet.